# Южносибирская раса
Южносибирская раса (туранская раса, тураниды) — термин антропологии для обозначения одной из переходных между монголоидами и европеоидами рас, сложившейся в процессе их метисации. В российской антропологии термин «туранская раса» менее распространен, чем «южносибирская раса».
Южносибирская раса была выделена советским антропологом А. И. Ярхо. Распространена главным образом на западе Южной Сибири и в Средней Азии, особенно характерна для казахов и киргизов.

## Признаки
Характерные признаки: лицо высокое, широкое, заметно уплощённое, волосы прямые или волнистые, обычно чёрные, большой процент смешанных оттенков глаз, нос с выпуклой или прямой спинкой, обычно заметно выступающий, губы средней толщины. Отличается от похожей уральской расы большей выраженностью монголоидных черт: крупными размерами лица и головы в целом, большей частотой эпикантуса, более тёмной пигментацией, а также меньшей частотой вогнутых спинок носа.

## Положение в расовых классификациях
Советский антрополог Н. Н. Чебоксаров классифицировал южносибирскую расу как расу второго порядка внутри монголоидной расы.
В классификации известного советского антрополога В. П. Алексеева южносибирская локальная раса входит в азиатскую ветвь восточного амеро-азиатского ствола и делится на следующие группы:
- Алтае-саянская группа популяций (группы алтайцев и хакасов);
- Казахстанская группа популяций (казахи, и, возможно, каракалпаки);
- Притяньшанская группа популяций (киргизы).[8].

Аналогичная схема деления предложена М. Г. Абдушелишвили.

## Происхождение
Южносибирская раса имеет смешанное происхождение. Для такого суждения есть достаточно антропологических данных по древним эпохам. Первые черепа с признаками смешения европеоидов и монголоидов в евразийских степях достаточно точно датируется серединой I тыс. до н. э., но в основном образование южносибирского расового типа пришлось на период Средневековья (IV—XV веков н. э.), что связывается с происходившей в несколько этапов экспансией тюркских и монгольских племён с территории Монголии и позднее Казахстана на юг и запад. Начиная с этого момента можно провести непрерывную линию преемственности до современных групп южносибирского расового типа.

## Термины «тураниды» и «туранская раса»
Английский психиатр и этнограф Дж. Причард в сочинении 1843 г. «Естественная история человека» (Natural History of Man) выделил семь главных рас, одну из которых он назвал туранской.
Далее термин «туранская раса» использовался русско-французским учёным И. Деникером в начале XX века. Эта раса входила в расовую группу F его классификации, главным признаком которой были прямые волосы.
Немецкий антрополог Э. фон Эйкштедт (1934) ввёл для обозначения рас однообразную номенклатуру, составленную из названия характерной для расы этнической группы и окончания «иды». В европидный круг рас им включались депигментированные северные, южноевразийские и центральные расы. К последним он относил альпинидов, динаридов, арменидов и туранидов.
Фон Эйкштедт выделял два подтипа туранидов: аралиды и памириды. Памириды по Эйкштедту характеризуются следующими признаками:
- брахикефалия,
- сходящиеся теменные стенки,
- почти прямая борода средней обильности,
- длинное и широкое лицо,
- длинный и часто выпуклый нос с высоким корнем,
- глаза с высокими орбитами и сильно развитыми веками[15].

Английский биолог Джон Бейкер в своей книге «Раса» (Race, 1974) относил туранидов к европеоидной расе.
В российской антропологии используется термин южносибирская раса.